# Yōko Minamida
Yōko Minamida (南田 洋子, Minamida Yōko, 1er mars 1933 - 21 octobre 2009) est une actrice japonaise.

## Biographie
Yōko Minamida fait ses études à Bunka Gakuin. Elle commence sa carrière d'actrice en 1953 à la Daiei, sous la direction de Kōji Shima dans Jūdai no seiten.
Le diagnostic de la maladie d'Alzheimer est porté en novembre 2008, et un documentaire télévisé est réalisé sur son état de santé et les efforts de son mari, l'acteur Hiroyuki Nagato, pour s'occuper d'elle. Elle meurt à Tokyo le 21 octobre 2009 à l'âge de 76 ans.
Sa filmographie comprend plus de 140 films tournés entre 1953 et 2007.

## Filmographie partielle
- 1953 : Jūdai no seiten (十代の性典?) de Kōji Shima : Fusae Nishikawa
- 1954 : Les Amants crucifiés (近松物語, Chikamatsu monogatari?) de Kenji Mizoguchi : Otama[4]
- 1955 : Combien de fois, les roses (薔薇いくたびか, Bara ikutabika?) de Teinosuke Kinugasa : Mitsuko Matsushima
- 1955 : L'Impératrice Yang Kwei-Fei (楊貴妃, Yōkihi?) de Kenji Mizoguchi : Hung-tao[4]
- 1955 : Sara no hana no toge (沙羅の花の峠?) de Sō Yamamura : Toshiko Takenaka
- 1956 : La Saison du soleil (太陽の季節, Taiyō no kisetsu?) de Takumi Furukawa : Eiko Takeda[4]
- 1956 : Ueru tamashii (飢える魂?) de Yūzō Kawashima : Reiko Shiba
- 1956 : Zoku ueru tamashii (続・飢える魂?) de Yūzō Kawashima : Reiko Shiba
- 1957 : Chronique du soleil à la fin de l'ère Edo (幕末太陽伝, Bakumatsu taiyōden?) de Yūzō Kawashima : Koharu
- 1958 : Désirs volés (盗まれた欲情, Nusumareta yokujo?) de Shōhei Imamura : Chidori Yamamura
- 1958 : Le Désert de Ginza (銀座の砂漠, Ginza no sabaku?) de Yutaka Abe : Rika Kusunoki
- 1960 : La Ville oubliée (地図のない町, Chizu no nai machi?) de Kō Nakahira
- 1961 : Cochons et Cuirassés (豚と軍艦, Buta to gunkan?) de Shōhei Imamura : Katsuyo
- 1963 : Samurai no ko (サムライの子?) de Mitsuo Wakasugi (ja)
- 1963 : La Danseuse d'Izu (伊豆の踊子, Izu no odoriko?) de Katsumi Nishikawa : Osaki
- 1963 : Kiriko no tango (霧子のタンゴ?) d'Eisuke Takizawa : Tae
- 1963 : Keirin shōnin gyōjōki (競輪上人行状記?) de Shōgorō Nishimura
- 1963 : Okashina yatsu (おかしな奴?) de Tadashi Sawashima : Fujiko
- 1964 : La Légende des yakuzas (日本侠客伝, Nihon kyōkakuden?) de Masahiro Makino : Kumeji
- 1966 : Otoko no shōbu (男の勝負?) de Sadao Nakajima
- 1966 : Il n'y a pas de lendemain dans les lois de l'enfer (地獄の掟に明日はない, Jigoku no okite ni asu wa nai?) de Yasuo Furuhata : Akemi
- 1967 : Portraits de Chieko (智恵子抄, Chieko-shō?) de Noboru Nakamura : Kazuko
- 1977 : Nihon no jingi (日本の仁義?) de Sadao Nakajima : Toyoko
- 1977 : House (ハウス, Hausu?) de Nobuhiko Ōbayashi : la grand-tante d'Angel
- 1978 : Furimukeba ai (ふりむけば愛?) de Nobuhiko Ōbayashi : Tomi Oguchi
- 1984 : Zerosen moyu (零戦燃ゆ?) de Toshio Masuda : Ine Hamada
- 2004 : Riyū (理由?) de Nobuhiko Ōbayashi : Kinue Ishida
- 2007 : 22 sai no wakare - Lycoris: Ha mizu hana mizu monogatari22 (才の別れ Lycoris 葉見ず花見ず物語?) de Nobuhiko Ōbayashi

## Distinctions
- 1964 : Blue Ribbon Award de la meilleure actrice dans un second rôle pour Keirin shōnin gyōjōki[5]